# Александр I (телесериал)
«Алекса́ндр I» — российский 12-серийный телесериал 2025 года, снятый режиссёром Артёмом Насыбулиным при поддержке Института развития интернета. Входит в цикл «История любви — история России». Премьера состоялась 26 марта 2025 года на онлайн-платформе «Смотрим» и 21 апреля на телеканале «Россия-1».

## Синопсис
Александр I, воспитанный бабушкой Екатериной II и учителем Лагарпом, придерживается либеральных взглядов и стремится к реформам в России. Он восхищается первыми годами правления Наполеона. После смерти Екатерины и вступления на трон Павла, Александр испытывает разочарование в отце как в правителе. В результате заговора Павел I погибает, и Александр, чувствуя вину за его смерть, становится императором. Он сталкивается с интригами аристократов и своей властной матерью, осознавая угрозу войны с Наполеоном, которая неизбежна в будущем.
По словам режиссёра Артёма Насыбулина, для сюжета сериала «нет ничего более интересного, чем личность Александра». Он также отмечал, что съёмочная группа «постаралась соответствовать историческим фактам, уделяя много времени консультациям и работе с мемуарами современников Александра».

## В ролях
| Актёр                   | Роль                                           |
| ----------------------- | ---------------------------------------------- |
| Евгений Романцов        | Александр I                                    |
| Анастасия Крылова       | Елизавета                                      |
| Артём Ткаченко          | Платон Зубов                                   |
| Фёдор Лавров            | Павел I                                        |
| Анна Банщикова          | Мария Фёдоровна                                |
| Юрий Чурсин             | Наполеон                                       |
| Владислав Ценёв         | Адам                                           |
| Анна Чиповская          | Нарышкина                                      |
| Даниил Спиваковский     | Пален                                          |
| Анна Снаткина           | Готье                                          |
| Глеб Бочков             | Константин                                     |
| Ангелина Поплавская     | Анна                                           |
| Полина Гухман           | Катиш                                          |
| Филипп Ершов            | Долгоруков                                     |
| Владимир Стержаков      | Кутузов                                        |
| Илья Носков             | сэр Уитворт                                    |
| Стефан де Дюрфор        | Энгиенский                                     |
| Максим Ханжов           | Николай Николаевич Новосильцев министр юстиции |
| Максим Иванов           | Виктор Павлович Кочубей                        |
| Сергей Сафронов         | Фридрих                                        |
| Майя Гитер              | Луиза                                          |
| Валерий Сторожик        | Лагарп                                         |
| Ангелина Лакатош        | Ольга Жеребцова                                |
| Александр Арсентьев     | Нарышкин                                       |
| Сергей Колос            | Гийом                                          |
| Олег Абалян             | Кутайсов                                       |
| Марина Петренко         | Жозефина                                       |
| Николай Сердцев         | Талейран                                       |
| Владимир Курцеба        | Мюрат                                          |
| Сергей Сергеев          | Николай Зубов                                  |
| Кирилл Гончаров         | Боур                                           |
| Даниил Гусев            | Иван                                           |
| Полина Резаева          | Танька                                         |
| Константин Тополага     | Салтыков                                       |
| Сергей Генкин           | Завадовский                                    |
| Константин Константинов | Трощинский                                     |
| Алексей Фалько          | Павликовский                                   |
| Александр Марин         | Воронцов                                       |
| Андрей Межулис          | лейб-медик                                     |
| Дарья Позднякова        | Мария                                          |
| Виталий Егоров          | Дерибас                                        |
| Анастасия Горячева      | Александра                                     |
| Денис Моисеев           | Федот                                          |
| Кристина Морозова       | Елена                                          |
| Евгений Исаев           | Талызин                                        |
| Мирон Лебедев           | Ваня                                           |
| Олег Кузнецов           | Антип                                          |
| Владислав Медведев      | Кадудаль                                       |
| Александр Коньшин       | Панкрат                                        |
| Владимир Кебин          | Евсей                                          |
| Сергей Кагаков          | управляющий                                    |
| Артем Аветян            | Рустам Раза мамлюк                             |
| Светлана Кутузова       | Катерина жена Антипа                           |
| Мария Бокова            | жена Антипа                                    |
| Виталий Ленский         | староста                                       |
| Екатерина Чуйкова       | мадам Араужо                                   |

## Создание
Съёмки телесериала начались в октябре 2023 года в Санкт-Петербурге. Телесериал также снимался в Москве и Выборге. По словам актёра Евгения Романцова, исполнившего в сериале роль императора Александра I, «главная интрига заключается в том, каким Александр был сам по себе, как шёл к престолу, как его любили и какие сложности были на его пути», назвав своего персонажа «большим человеком с большим сердцем».
Для съёмок было использовано 4000 костюмов, из которых 400 было привезено из Испании, а 60-70 было изготовлено с нуля. Исполнителям главных ролей также приходилось учиться играть на скрипке, верховой езде и обращаться с оружием. Съёмочный процесс завершился в июле 2024 года.

## Восприятие
Журналистка интернет-издания «Бизнес Online» Ева Малиновская дала телесериалу оценку 2 балла из 10 возможных, положительно отметив лишь актёрскую игру Евгения Романцова, как «обаятельного не менее Александра Павловича». По её мнению, общая картинка «навязчиво напоминает пыльный учебник истории».
Кинообозревательница «Комсомольской правды» Екатерина Болгова называла сцену «предсмертного» ужина Павла с семьёй в четвёртой серии сериала «одной из самых сильных». Она также положительно отметила работу Артёма Ткаченко, утверждая, что он «отлично изобразил скользкого, неприятного и отвратительного Платона Зубова».
Кинокритик Денис Горелов в той же газете писал:
Можно было бы оценить трагедию заурядности, категорически непригодной к управлению доставшейся ему в наследство державой, но для авторов предпочтительней плюмажи-экипажи-паркуры-адюльтеры, отчего длинное кино твёрдо переходит на рельсы «Графинь де Монсоро» и «Адъютантов любви». А чтобы компенсировать маловразумительность центрального героя, на его роль берется напрочь не похожий внешне, зато рослый, с орлиным профилем Евгений Романцов.